# 王良和
王良和（1963年—），原籍浙江紹興，香港出生，現任香港教育大學文學及文化學系副教授。
已婚，並有一個女兒。

## 學歷及履歷
王良和於中文大學中文系毕业，取榮譽文學士銜，后于香港大學得中文系哲學碩士，香港浸會大學中文系哲學博士。並取得香港中文大學教育證書。1996年加入教育學院。歷任香港各大文學獎評判。著有詩集《驚髮》、《柚燈》、《火山之磨》、《樹根頌》、《尚未誕生》、《時間問題》；散文集《秋水》、《山水之間》、《魚話》、《女馬人與城堡》、《街市行者》；小說集《魚咒》、《破地獄》、《蟑螂變》、《來娣的命根》；評論集《打開詩窗──香港詩人對談》、《余光中、黃國彬論》、《文本的秘密：香港文學作品析論》；編有《鍾偉民新詩評論集》、《西瓜開門，冬瓜開門──香港優秀童詩欣賞》。合編和合著的語文教學著作有：《新詩教學》、《古典文學教學》、《現代文學教學》、《文學專題教學》、《語文和文學教學──從理論到實踐》、《小學文學教學理論與實踐》、《初中文學教學理論與實踐》、《高中文學教學理論與實踐》、《新世紀語文和文學教學的思考》、《優化語文學習的評估：理念與策略》、《優化語文學習的評估：多角度思考》、《優化語文學習的評估：課堂實例》、《教出語文新天地》等。
曾任《公教報－青原篇》、《呼吸》編輯、香港青年作者協會出版幹事及《星島日報》專欄作者。歷任青年文學獎、大學文學獎、中文文學創作獎及中文文學雙年獎評判。
他寫的小說感動迷人，吸引不少人觀看。

## 曾獲獎項
曾獲第七、八、九屆「青年文學獎」；三、四、六、八、十一屆「中文文學創作獎」；一九八三年度「大拇指詩獎」；第一屆「香港藝術發展局文學獎」新秀獎；第二屆「香港中文文學雙年獎」新詩組首獎、散文組推薦優秀獎；第七及第十三屆「香港中文文學雙年獎」小說組首獎、「2016香港藝術家年獎：年度藝術家獎（文學藝術）」。小說選集《蟑螂變》獲《亞洲洲刊》評為全球華文「2015年十大小說」。

## 研究及教學興趣
中國現代文學、中國當代文學及香港文學、文學創作、中國文學教學、小學寫作教學、兒童文學。

## 作品
- 詩集《驚髮》（1986年）、《柚燈》（1991年）、《火中之磨》（1994年）、《樹根頌》（1997年）、《尚未誕生》（1999年）、《時間問題》（2008年）、《進山》（2024年）
- 散文集《秋水》（1991年）、《山水之間》（2002年）、《魚話》（2008年）、《女馬人與城堡》（2014年）、《異能司機》（2024年）
- 小說集《魚咒》（2002年）、《破地獄》（2014年）、《蟑螂變》（2015年）、《來娣的命根》（2019年）
- 評論集《打開詩窗──香港詩人對談》（2008年）、《余光中、黃國彬論》（2009年）、《文本的秘密：香港文學作品析論》（2019年）
- 詩觀的衝突與主流的競逐：香港八、九十年代詩壇的流派紛爭──以「鍾偉民現象」映照(哲學博士論文──香港浸會大學，2001年)
- 鍾偉民新詩評論集，青文書屋2003年7月出版
- “青年文學獎與「余派」之說”，香港中文大學、北京大學聯合出版《中文學刊》4期，2006年，頁319-358。
- “從偉大、聖潔到回歸原鄉──論黃國彬的崇高感與飛升意識”，收入陳炳良、梁秉鈞、陳智德編《現代漢詩論集》，香港，嶺南大學人文學科研究中心，2005，頁283-304。
- 小學中國語文教材中的文學元素──台灣《國語實驗教材》的啟示”，香港中文大學《中國語文通訊》第71期，2004年9月，頁2-12。
- “三種聲音──論余光中「香港時期」的詩歌”，收入陳學超主編《全球化語境下的中國文學》，香港，香港教育學院，2004，頁373-388。
- “新詩教學”，收入唐秀玲、鄭佩芳、王良和、鄺銳強、司徒秀薇、謝家浩合編《語文和文學教學──從理論到實踐》，香港，香港教育學院，2004，頁116-127。
- 學術研究發表[3]：
- 文本研究
  - 王良和（2017）：從觀念更新到作詩、補詩、評詩能力的開展──新詩創作教學模式的探討，樊善標等編，《童心童夢──文學創作教學論集》，（27-34），香港，香港中文大學中國語言及文學系。
  - 王良和（2012）：眼睛的漫遊──讀梁秉鈞三首街道詩，輯於陳素怡編，《僭越的夜行──梁秉鈞新詩作品評論資料彙編(上卷)》，（頁179-202），香港，文化工房。
  - 王良和（2012）：蟬鳴不絕的堅持──與梁秉鈞談他的詩，輯於陳素怡編，《僭越的夜行──梁秉鈞新詩作品評論資料彙編(上卷)》，（頁70-95），香港，文化工房。
  - 唐秀玲、張壽洪、鄺銳強、王良和、司徒秀薇編著（2010）：《優化語文學習的評估：理念與策略》，香港，香港教育學院中文學系。
  - 唐秀玲、王良和、張壽洪、司徒秀薇、鄺銳強、謝家浩編著（2010）：《優化語文學習的評估：多角度思考》，香港，香港教育學院中文學系。
  - 王良和（2010）：〈中學朗讀教學與評估個案分享〉，王良和、司徒秀薇、唐秀玲，《優化語文學習的評估：課堂實例》，（23-46），香港，香港教育學院。
  - 王良和（2010）：〈朗讀教學與評估的基本理念〉，唐秀玲、張壽洪、鄺銳強、王良和、司徒秀薇，優化語文學習的評估：理念與策略，（71-88），香港，香港教育學院。
  - 王良和（2010）：小學朗讀教學與評估個案分享，王良和、司徒秀薇、唐秀玲，優化語文學習的評估：課堂實例，（1-22），香港，香港教育學院。
  - 王良和、司徒秀薇、唐秀玲（2010）：《優化語文學習的評估：課堂實例》，香港，香港教育學院。
  - 王良和 (2010). <淒美而不可解—試解鍾偉民的《蝴蝶結》>. ., 收於香港中文大學中國語文及文學系、香港教育學院中國文學文化研究中心合編:《都市蜃樓—香港文學論集》 (335-358). 香港: 牛津大學出版社.
  - 王良和（2009）：《余光中、黃國彬論》，香港，匯智出版社。
  - 王良和（2008）：《打開詩窗——香港詩人對談》，匯智出版社。
  - 王良和（2008）：淒美而不可解——試解鍾偉民的＜蝴蝶結＞，輯於楊玉峰編《騰飛的歲月——1949年以來的香港文學》，（頁446-467），香港，香港大學中文學院。
  - 王良和 (2008). 從觀念更新到作詩、補詩、評詩能力的開展——新詩創作教學模式的探討. 輯於何文勝、張中原編《新時期中國語文教育改革的理論與實踐》 (頁277-289). 香港: 文思出版社.
  - 王良和（2008）：賈平凹的巔峰之作——略談《秦腔》，輯於黃子平編《「紅樓夢獎2006」賈平凹得獎專輯》，（頁135-138），香港，天地圖書公司。
  - 唐秀玲、王良和、鄭佩芳、鄺銳強、司徒秀薇及謝家浩(編)（2007）：《初中文學教學理論與實踐》，香港，文星圖書有限公司。
  - 唐秀玲、王良和、鄭佩芳、鄺銳強、司徒秀薇及謝家浩(編)（2007）：《小學文學教學理論與實踐》，香港，文星圖書有限公司。
  - 唐秀玲、王良和、鄭佩芳、鄺銳強、司徒秀薇及謝家浩(編)（2007）：《新世紀語文和文學教學的思考》，香港，文星圖書有限公司。
  - 唐秀玲、王良和、鄭佩芳、鄺銳強、司徒秀薇及謝家浩(編)（2007）：《高中文學教學理論與實踐》，香港，文星圖書有限公司。
  - 王良和（2007）：梁秉鈞的街道詩──高中新詩教學設計的「鑒賞旁述」，輯於唐秀玲、王良和、鄭佩芳、鄺銳強、司徒秀薇和謝家浩編《新世紀語文和文學教學的思考》，（頁20-45），香港，文星圖書有限公司。
  - 王良和（2007）：第一章 新詩教學，輯於唐秀玲、王良和、鄭佩芳、鄺銳強、司徒秀薇和謝家浩編《初中文學教學理論與實踐》，（頁1-42），香港，文星圖書有限公司。
  - 王良和（2007）：第一章 新詩教學，輯於唐秀玲、王良和、鄭佩芳、鄺銳強、司徒秀薇和謝家浩編《高中文學教學理論與實踐》，（頁1-43），香港，文星圖書有限公司。
  - 王良和（2007）：第二章 新詩教學（第二學習階段），輯於唐秀玲、王良和、鄭佩芳、鄺銳強、司徒秀薇和謝家浩編《小學文學教學理論與實踐》，（頁55-87），香港，文星圖書有限公司。
  - 王良和（2006）：眼睛的漫遊──讀梁秉鈞的三首街道詩，輯於編《第六屆香港文學節研討會論稿匯編》，（頁31-57），香港，香港藝術發展局。
  - 王良和（2006）：創意文章有個性，輯於張永德編《教出語文新天地》，（頁99-101），香港，啟思出版社。
  - 王良和（2006）：帶領孩子讀詩，輯於張永德編《教出語文新天地》，（頁11-13），香港，啟思出版社。
  - 王良和（2006）：批改的藝術，輯於張永德編《教出語文新天地》，（頁97-98），香港，啟思出版社。
  - 王良和（2006）：朗讀體會情意，輯於張永德編《教出語文新天地》，（頁9-10），香港，啟思出版社。
  - 王良和（2006）：舉杯邀明月，對影成三人──發現李白，輯於張永德編《教出語文新天地》，（頁84-86），香港，啟思出版社。  學術期刊
  - 王良和（2012）：堅實與脆弱──析西西的《碗》，《《人文中國學報》》，第18期，頁341-365。
  - 林喜傑、王良和 (2011). 《追求深入血肉的詩歌—與王良和談他的詩》. 《百家》, 14, 10-21.
  - 王良和（2010）：生與死的色彩──析胡燕青〈彩店〉，《《文學論衡》》，17，78-88。
  - 王良和 (2010). 《憑倒影去觀察自己—與黎翠華談她的散文》. 《香港文學》, 310, 10-21.
  - 王良和（2008）：梁秉鈞的街道詩——高中新詩教學設計的理念，《《現代中文文學學報》第8.2及9.1期》，頁397-409。
  - 王良和（2008）：逆反連扣，別有蒼涼——與飲江談他的詩，《《字花》》，16，頁90-97。
  - 王良和（2008）：瑰麗的聖光——與黃國彬談他的詩，《《城市文藝》第30期》，頁47-59。
  - 王良和（2008）：從《焚琴的浪子》到《江山夢雨》──與馬博良談他的詩，《《香港文學》第280期》，頁4-12。
  - 王良和（2006）：青年文學獎與余派之說，《《中文學刊》第4期》，頁319-357。  論壇發報
  - 王良和（2016，6）：從觀念更新到作詩、補詩、評詩能力的開展──新詩創作教學模式的探討，「文學創作教學」學術研討會，香港。
  - 王良和（2014，5）：拆解中心與競逐主流──八十年代香港詩壇「現代派」與「余派」的論爭，第六屆文學傳播與接受國際學術研討會，台灣花蓮。
  - 王良和（2008，4）：淒美而不可解──試解鍾偉民的〈蝴蝶結〉，論文發表於「騰飛的歲月──1949年以來的香港文學研討會」，香港。
- 其他作品：
  - 《中秋與花燈》、《山水之間》、《柚子三題》、《茶》及《常常，我想起那間屋》被選為香港中學中國語文科《新課程》參考篇章
  - 《柚燈》、《秋水》及《山水之間》被選為香港中學中國語文《新課程》參考書籍
  - 《自由如綠》（合著），2018年4月，ISBN 9789887866909
    - 其餘作者為董啟章、曹疏影、謝曉虹、袁兆昌、鄧小樺、黃碧雲、盧勁馳、何福仁、鄭單衣、周思中、陳麗娟、黃怡、馮睎乾、鍾國強、胡燕青、陳慧、洪曉嫻、韓麗珠、張婉雯、淮遠、劉芷韻、甄拔濤、陳曦靜，24位香港作家書寫西九植物園區的24種植物，而王良和說的是關於木油樹的故事。